# Teressa Liane
Teressa Liane (Melbourne, 11 de marzo de 1988) es una actriz australiana. Es conocida por sus papeles de Rhiannon Bates en Neighbours, Mary Louise en The Vampire Diaries, Angelica en Into the Badlands y Agripina en el drama documental de Netflix Roman Empire.

## Carrera en la actuación
Teressa Liane debutó en televisión en 2011 como Tammy Frazer en la telenovela australiana Neighbours. Regresó a la serie en 2013 en el papel recurrente de Rhiannon Bates. Luego interpretó al híbrido de sifón y vampiro Mary Louise en The Vampire Diaries en The CW; Angelica en Into the Badlands y Adrianne en el cortometraje Rorrim. En 2019, Liane interpretó a Agripina la Joven, la hermana menor de Calígula en la serie 3 "Caligula: The Mad Emperor" del drama documental de Netflix.

## Filmografía
| Año       | Título                 | Papel          | Notas                                  |
| --------- | ---------------------- | -------------- | -------------------------------------- |
| 2011      | Neighbours             | Tammy Frazer   | Invitada                               |
| 2011      | The Cup                | Nurse          | Película                               |
| 2012      | Any Questions for Ben? | Bryony         | Película de televisión                 |
| 2013      | Neighbours             | Rhiannon Bates | Recurrente                             |
| 2015      | Into the Badlands      | Angelica       | 3 episodios (temporada 1)              |
| 2015–2016 | The Vampire Diaries    | Mary Louise    | Recurrente (temporada 7), 11 episodios |
| 2017      | Stitchers              | Chloe Marks    | Episodio: "Mind Palace"                |
| 2017      | Becoming Bond          | June Green     | Película documental                    |
| 2019      | Roman Empire           | Agrippina      | Protagonista (temporada 3)             |
| 2019–2020 | Last Blast Reunion     | Mimi Lockhart  | Spinoff de Days of Our Lives           |
| 2021      | His Killer Fan         | Kaylee Dawson  | Película de televisión (Lifetime)      |
| 2022      | The Spy Who Never Dies | Trident        | Película                               |
| 2022      | Magnum P.I.            | Angie          | Episodio: "The Long Sleep"             |
| 2022      | The Reef: Stalked      | Nic            | Película                               |